# L'estratègia del silenci
L'estratègia del silenci és un documental estrenat el 2017 sobre l'accident de metro a València del 2006 dirigit per Vicent Peris i produït per Barret Films i Mediapro. El documental complementa la sèrie documental web 0 responsables (2013).
El documental relata els 10 anys d'eforçós de les víctimes de l'accident per a demanar justícia i respostes. En televisió va ser estrenat a La Sexta el 2017. Va rebre una menció especial del jurat del Festival de Cinema i Drets Humans de València "Human Fest" de 2017.